# Midianici

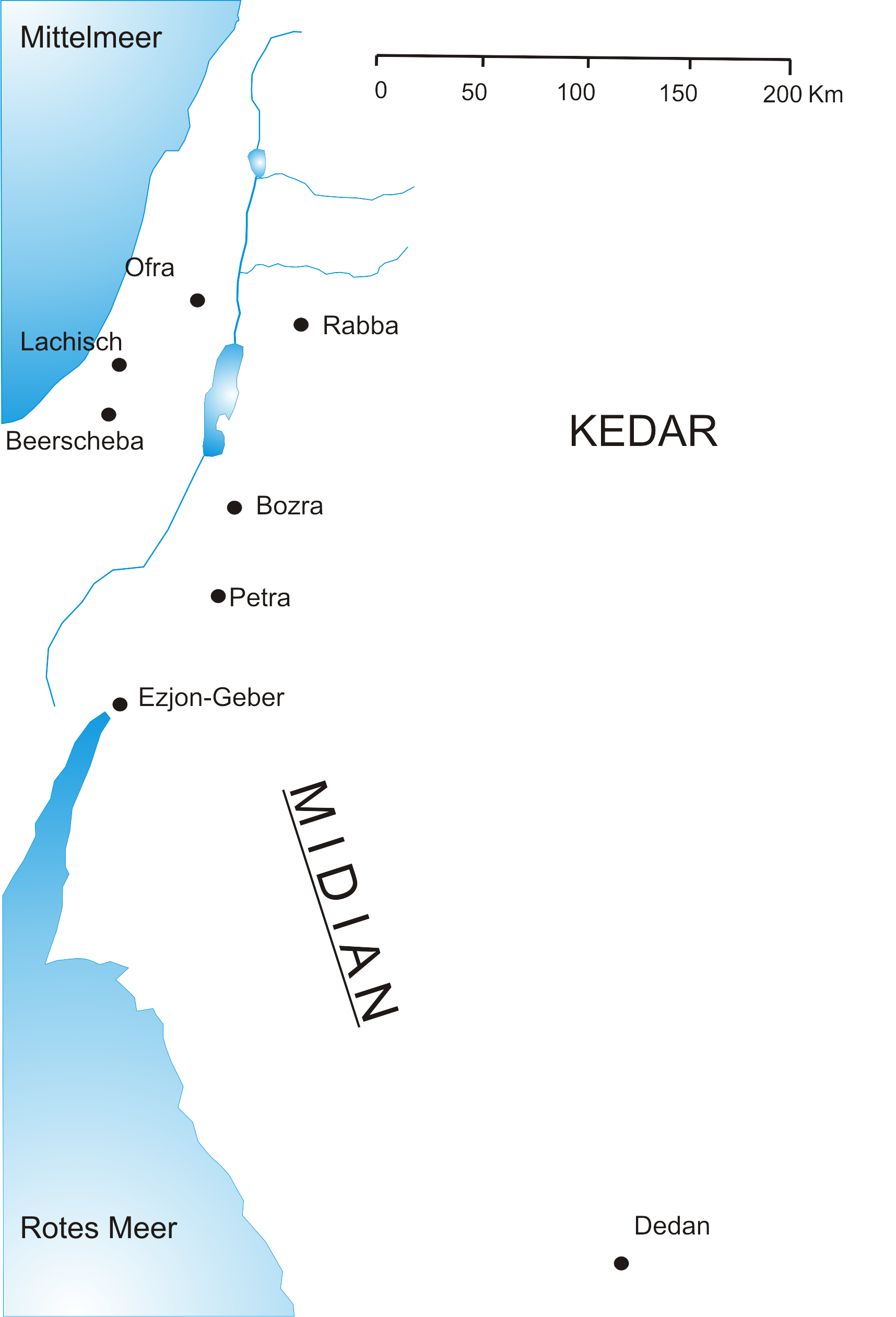
Lokalizacja terytorium Midianitów

Midianici lub Madianici (hebr. ‏מִדְיָן‎‎) – starożytny lud opisany w Biblii, prowadzący z reguły życie koczownicze, ale również niekiedy osiadłe. Ich historia znana jest przede wszystkim ze Starego Testamentu i wiąże się z dziejami Izraelitów. Midianici żyli głównie z handlu i byli znani ze swego bogactwa.
Według Księgi Rodzaju, pochodzili od Midiana, jednego z synów Abrahama i jego późnej żony Ketury. Byliby więc ludem semickim, spokrewnionym z Izraelitami. Czasem wiąże się ich z Ismaelitami, więc potomkami innego syna Abrahama.
Midianici zamieszkiwali krainę Midian (lub Madian), ale ze względu na półkoczowniczy tryb życia nie zawsze można odtworzyć dokładne granice ich zasiedlenia. Uznaje się, że początkowo zajęli jakieś terytorium na południe od Edomu, więc położone w północno-zachodniej części Półwyspu Arabskiego, na wschód od zatoki Akaba (odnoga Morza Czerwonego). Jednak w historii można było spotkać Midianitów również bardziej na północ, w okolicach Moabu oraz po drugiej stronie zatoki Akaba, na półwyspie Synaj i jeszcze w innych miejscach. Część biblistów uważa, że terytorium właściwego Midianu rozciągało się po obu stronach zatoki Akaba, co jednak tworzy pytanie o obecność na ich terytorium Amalekitów, którzy wszczęli bitwę z Hebrajczykami jeszcze przed dotarciem pod Górę Synaj.
Według przekazu biblijnego, kupcy midianiccy i ismaeliccy zabrali patriarchę Józefa do Egiptu. Mojżesz, po ucieczce z Egiptu zamieszkał w ziemi Midian, biorąc za żonę Seforę, córkę kapłana midianickiego Jetry, który później po wysłuchaniu od Mojżesza historii wyprowadzenia przez Boga Izraelitów z Egiptu, uznał wyższość jedynego Boga nad wszystkimi innymi bogami.
Pod koniec życia Mojżesza, Midianici stali się jednak wrogo nastawieni do Izraelitów i przeszkadzali im w wędrówce do Ziemi Obiecanej, co doprowadziło do wojny obu abrahamickich ludów. W okresie sędziów Midianici na siedem lat zdołali narzucić swoją władzę Izraelowi, zostali jednak rozgromieni przez Gedeona.
W późniejszych czasach Midianici prawdopodobnie wtopili się w inne koczownicze ludy Arabii i zatracili swoją odrębność.